# Diplazium tutense
Diplazium tutense är en majbräkenväxtart som beskrevs av Charles Dennis Adams.
Diplazium tutense ingår i släktet Diplazium och familjen Athyriaceae. Inga underarter finns listade i Catalogue of Life.